# Blommersia dejongi
Blommersia dejongi is een kikker uit de familie gouden kikkers (Mantellidae). De soort werd voor het eerst wetenschappelijk beschreven door Miguel Vences, Jörn Köhler, Maciej Pabijan en Frank Glaw in 2010. De soort behoort tot het geslacht Blommersia. De soortaanduiding dejongi is een eerbetoon aan Wilfried W. de Jong.

## Leefgebied
De kikker is endemisch in Madagaskar. De soort komt voor in het noordoosten van het eiland en leeft ook op Île Sainte-Marie.

## Beschrijving
Zeven mannelijke exemplaren hadden een lengte van 18,6 tot 21,1 millimeter en 3 vrouwelijke exemplaren hadden een lengte van 21 tot 23,6 millimeter.